# Rubicon (Wisconsin)
Rubicon es un pueblo ubicado en el condado de Dodge en el estado estadounidense de Wisconsin. En el Censo de 2010 tenía una población de 2.207 habitantes y una densidad poblacional de 24,3 personas por km².

## Geografía
Rubicon se encuentra ubicado en las coordenadas 43°19′57″N 88°28′8″O / 43.33250, -88.46889. Según la Oficina del Censo de los Estados Unidos, Rubicon tiene una superficie total de 90.82 km², de la cual 89.78 km² corresponden a tierra firme y (1.14%) 1.04 km² es agua.

## Demografía
Según el censo de 2010, había 2.207 personas residiendo en Rubicon. La densidad de población era de 24,3 hab./km². De los 2.207 habitantes, Rubicon estaba compuesto por el 98.5% blancos, el 0.14% eran afroamericanos, el 0.05% eran amerindios, el 0.5% eran asiáticos, el 0% eran isleños del Pacífico, el 0.09% eran de otras razas y el 0.72% pertenecían a dos o más razas. Del total de la población el 0.86% eran hispanos o latinos de cualquier raza.